# Казаккулово (Курганская область)
Казаккулово — деревня в Альменевском районе Курганской области. Входит в состав Танрыкуловского сельсовета.

## История
До 1917 года входила в состав Катайской волости Челябинского уезда Оренбургской губернии. По данным на 1926 год деревня Казаккулова состояла из 93 хозяйств. В административном отношении входила в состав Танрыкуловского сельсовета Катайского района Челябинского округа Уральской области.

## Население
| 1891 | 1900 | 1916 | 1926 | 1989 | 2002 | 2010 |
| ---- | ---- | ---- | ---- | ---- | ---- | ---- |
| 536  | ↘480 | ↗602 | ↘454 | ↘229 | ↘197 | ↘153 |
| 2012 | 2013 | 2014 |      |      |      |      |
| ↗157 | ↘145 | ↘142 |      |      |      |      |

По данным переписи 1926 года в деревне проживало 454 человека (213 мужчин и 241 женщина), в том числе: башкиры составляли 99 % населения.